# دانشگاه آزاد اسلامی واحد گرگان
دانشگاه آزاد اسلامی گُرگان از دانشگاه‌های شهر گرگان مرکز استان گلستان ایران است که به عنوان بزرگ‌ترین واحد دانشگاهی استان گلستان شناخته می‌شود. دانشگاه آزاد واحد گرگان تنها واحد مرجع دانشگاه آزاد اسلامی در استان گلستان میباشد . این دانشگاه به عنوان دانشگاه آزاد اسلامی استان گلستان نیز معرفی میگردد. 
این دانشگاه در نیمه دوم سال ۱۳۶۶ تأسیس شد و با پذیرش ۶۰ دانشجو از طریق کنکور سال ۱۳۶۶ دانشگاه در ترم بهمن همان سال کار خود را آغاز کرد. ریاست آن از آغاز تأسیس تا سال ۱۳۷۸ شمسی با دکتر عبدالقیوم ابراهیمی، از دانشگاهیان سرشناس گرگان بود.
آغاز کار این دانشگاه با سه رشته عمران، زیست‌شناسی و کشاورزی بود. محل موقت اداره و کلاسهای دانشگاه ابتدا و در ترم اول سال اول در خانه‌ای مسکونی و اجاره‌ای به مساحت تقریبی ۲۲۰ مترمربع و حدود یکصد مترمربع حیاط در خیابان تختی (کوی ویلا) بود. سپس در سال دوم دانشگاه به مکانی اجاره‌ای در فوقانی ساختمان میرصادقی در خیابان مازندران (جمهوری) منتقل شد که مسافرخانه‌ای با حدود ۲۰ اتاق کوچک و متوسط بود. در سال سوم فعالیت خود دانشگاه در خیابان جرجان شهر گرگان ساختمانی سه طبقه را که دارای حدود ۵۰ مغازه بود به مبلغی حدود ۱۰ میلیون تومان از خانوادهٔ خیر به نام ناظم زمردی خرید. این اقدام گامی بلند برای توسعه دانشگاه بود.

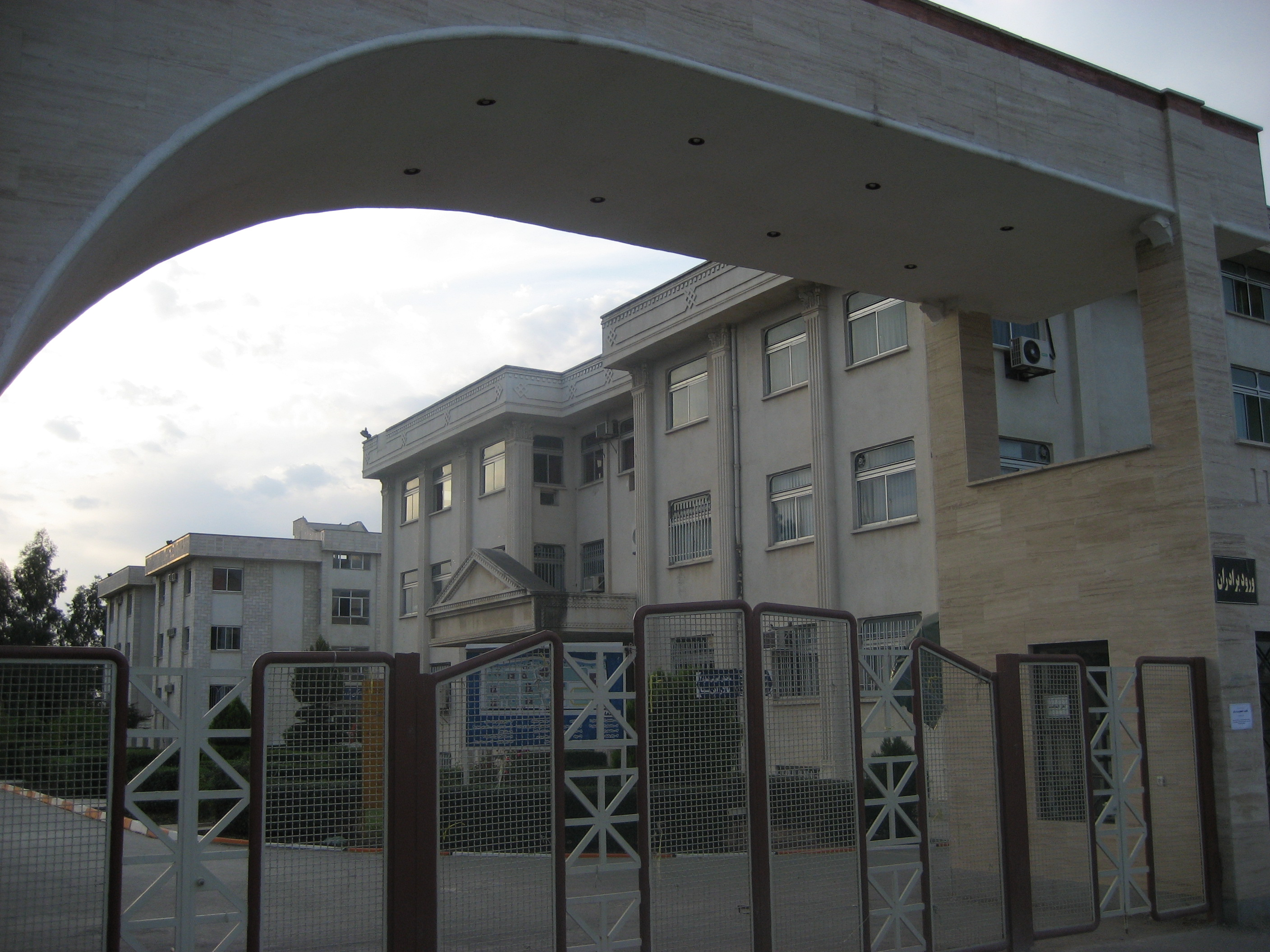
ورودی و ساختمان‌های دانشگاه. سال ۱۳۸۶

این دانشگاه در ۱۳۹۵ دارای ۸۵۰۰ دانشجو و با مراکز تابعه در جمع دارای ۱۳۰۰۰ دانشجو از کاردانی تا دکتری است و ریاست آن سید علی طاهری  است.

## پروژه‌ها و فعالیت‌ها
پروژه‌های عمرانی دانشگاه شامل دانشکده فنی و مهندسی، مرکز تحقیقات گیاهان دارویی، مزرعه آموزشی و تحقیقاتی، استخر سرپوشیده، کتابخانه، مرکز فناوری اطلاعات، آمفی تئاتر، مجموعه ورزشی چندمنظوره، خوابگاه خواهران، مهمانسرا، سردر، بانک مسجد خاتم‌الانبیا، توسعه سلف سرویس و مجموعه ورزشی، احداث بزرگترین سالن تیراندازی در استان و دیگر طرح‌ها در حجمی بالغ بر ۶۰ هزار متر مربع است.
دانشگاه آزاد اسلامی گرگان پنج مرکز آموزشی را زیر پوشش دارد. راه‌اندازی دبیرخانه جذب هیئت علمی استان، راه‌اندازی کمیته منتخب ویژه ارتقا و تغییر وضعیت اعضای هیئت علمی واحدهای دانشگاه آزاد اسلامی استان، و راه‌اندازی شورای آموزشی منطقه ۱۰ دانشگاه از دیگر فعالیت‌های این دانشگاه است.

## مدیران
سمت مدیر در این دانشگاه در سال ۱۹۸۸ ایجاد شد و از آن تاریخ سه مدیر منصوب و دو جانشین مدیر انجام وظیفه کرده‌اند:
|   | مدیران دانشگاه آزاد اسلامی واحد گرگان | سال مدیریت          |
| - | ------------------------------------- | ------------------- |
| ۱ | عبدالقیوم ابراهیمی                    | (۱۹۸۸–۲۰۰۰)         |
| ۲ | حمید رضا جلیلیان                      | (۲۰۰۰، سرپرست)      |
| ۳ | سید مهرداد کسائی همدانی               | (۲۰۰۰–۲۰۰۴)         |
| ۴ | دکتر بهرام بختیاری سعید               | (۲۰۰۴، سرپرست)      |
| ۵ | رضاعلی محسنی                          | (۲۰۰۴–۲۰۱۳)         |
| ۶ | حسین عجم نوروزی                       | (۲۰۱۳–۲۰۱۴، سرپرست) |
| ۷ | آرین ساطعی                            | (۲۰۱۴ –۲۰۱۷ )       |
| ۸ | سیدعلی طاهری                          | (۲۰۱۷– تاکنون )     |